# La Seu Vella
La Seu Vella of Oude Kathedraal is een architectonisch monument in de stad Lleida.
De kerk bevindt zich op een heuvel in het centrum van de stad, van waar men heel Lleida en omgeving, zoals de rivier de Segre, kan zien. De kathedraal is gebouwd in Romaanse stijl, maar heeft eveneens gotische kenmerken. De deuren van Sant Berenguer, l'Anunciata en Els Fillols zijn voorbeelden van de "Romaanse school van Lleida". De bouw van de kathedraal werd officieel beëindigd in 1286, toen de koepel en het dak van het schip klaar waren. De gehele kathedraal was pas af in de 15e eeuw met de bouw van de klokkentoren en de Apostelpoort.
Op de plattegrond van de kathedraal kan men zien dat het gaat om een basiliek in een Latijnse kruis met een schip en twee zijbeuken. De toren is achthoekig met een centrale ruimte van vijf apsissen. Het interieur werd gedecoreerd met geschilderde wanden en beeldhouwwerken, waarvan veel nog steeds bewaard is gebleven, maar waarvan ook veel verloren is gegaan door plunderingen tijdens de Spaanse Successieoorlog.
Het monument wordt beheerd door een consortium tussen de Generalitat de Catalunya en de Gemeente Lleida. Het werd in 2007 gekozen tot een van de Zeven Wonderen van Catalonië.

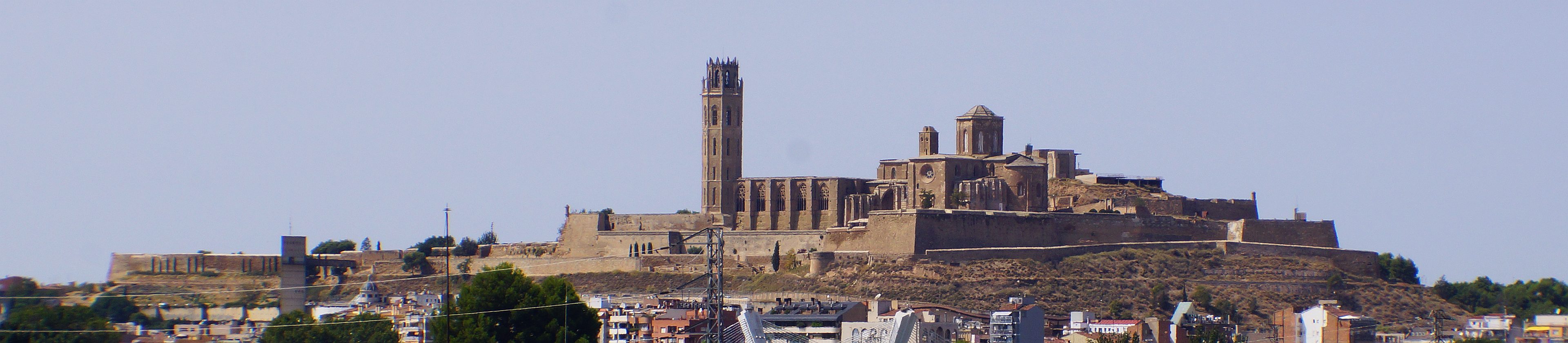
Zicht vanuit het oosten naar La Seu Vella, oude kathedraal en bisschoppelijke gebouwen (1286) en fort (1707) op de heuvel met naam Turó de la Seu Vella (Foto 2017)